# À l'attaque!
À l'attaque! è un film del 2000 diretto da Robert Guédiguian.

## Trama
Il film mette in scena una storia che si sviluppa su un doppio livello, da una parte due sceneggiatori navigati in procinto di scrivere una trama, dall'altra la storia stessa che si realizza sullo stesso schermo, non senza cancellature, ripensamenti e intreccio dei due piani, dando luogo di conseguenza a situazioni cariche di humour e di intelligente leggerezza. Il garage dell' L'Estaque Moliterno & Co., nel golfo di Marsiglia, gestito da una famiglia di origine italiana, diventa centro della vicenda e sguardo sulla realtà all'alba del XXI secolo vissuta dal punto di vista di chi vive lo scontro con i giganti delle multinazionali dotato soltanto dei mezzi in disuso dell'artigianato. L'approccio di tipo teatrale, subito dichiarato con il sipario che introduce il film, porterà a un naturale lieto fine che, non per questo, sminuirà tutti i punti di conflitto tra ricchi, poveri e impoveriti. La spietatezza della filiale locale della banca nell'esigere il recupero dei crediti e l'impossibilità per la ditta di Gigi et Jean-Do di recuperare i crediti da un imprenditore marsigliese scorretto, portano a una situazione catastrofica per la famiglia. L'imprenditore intende dichiarare un fallimento di comodo per non pagare. L'amore che sboccia tra la segretaria degli eredi Moliterno, Lola, e il direttore della banca Neils risolverà tutto. Quest'ultimo si licenzia, non senza aver prima riempito una valigetta di banconote, e corre da Lola per coronare il loro sogno d'amore impossibile. Si propone anche di mettere a disposizione della famiglia italiana le sue conoscenze. I due sceneggiatori, delusi per non aver vinto un premio come migliore sceneggiatura, si rinfacciano vicendevolmente sulle scelte fatte a livello di elaborazione della storia.